# Françoise Barré-Sinoussi
Françoise Barré-Sinoussi (n. 30 iulie 1947, Paris, Île-de-France, Franța) este o viroloagă și medic francez, laureată a Premiului Nobel pentru Fiziologie sau Medicină în 2008, împreună cu Luc Montagnier, pentru descoperirea virusului imunodeficienței umane. Cei doi au împărțit jumătate din premiu, cealaltă fiindu-i acordată lui Harald zur Hausen.